# Kanton Monflanquin
Der Kanton Monflanquin war bis 2015 ein französischer Wahlkreis im Arrondissement Villeneuve-sur-Lot, im Département Lot-et-Garonne und in der Region Aquitanien; sein Hauptort war Monflanquin, Vertreter im Generalrat des Départements war zuletzt von 2004 bis 2015 Marcel Calmette. 
Der Kanton war 242,97 km² groß und hatte im Jahr 2006 6248 Einwohner (Stand: 2012).
Der Kaqnton umfasste Wahlberechtigte aus folgenden zwölf Gemeinden:
| Gemeinde             | Einwohner Jahr | Fläche km² | Bevölkerungsdichte | Postleitzahl | Code INSEE |
| -------------------- | -------------- | ---------- | ------------------ | ------------ | ---------- |
| Gavaudun             | 289 (2013)     | –          | – Einw./km²        | 47150        | 47109      |
| Lacapelle-Biron      | 459 (2013)     | –          | – Einw./km²        | 47150        | 47123      |
| Lacaussade           | 218 (2013)     | –          | – Einw./km²        | 47150        | 47124      |
| Laussou              | 290 (2013)     | –          | – Einw./km²        | 47150        | 47141      |
| Monflanquin          | 2328 (2013)    | –          | – Einw./km²        | 47150        | 47175      |
| Monségur             | 393 (2013)     | –          | – Einw./km²        | 47150        | 47178      |
| Montagnac-sur-Lède   | 248 (2013)     | –          | – Einw./km²        | 47150        | 47181      |
| Paulhiac             | 304 (2013)     | –          | – Einw./km²        | 47150        | 47202      |
| Saint-Aubin          | 439 (2013)     | –          | – Einw./km²        | 47150        | 47230      |
| Salles               | 290 (2013)     | –          | – Einw./km²        | 47150        | 47284      |
| La Sauvetat-sur-Lède | 671 (2013)     | –          | – Einw./km²        | 47150        | 47291      |
| Savignac-sur-Leyze   | 317 (2013)     | –          | – Einw./km²        | 47150        | 47295      |